# Divlja riža
Divlja riža  (lat. Zizania), biljni rod iz porodice trava. Postoje četiri priznate vrste koje rastu po Sjevernoj Americi i istočnoj i jugoistočnoj Aziji.
Najpoznatija je divlja vodena riža Zizania aquatica  koja raste po rižinim jezerima u Sjevernoj Americi, koja je Chippewa Indijancima služila za hranu.

## Vrste
1. Zizania aquatica L.
2. Zizania latifolia (Griseb.) Turcz. ex Stapf
3. Zizania palustris L.
4. Zizania texana Hitchc.